# Бумкови
Бумковите (Bombinatoridae) са семейство жаби, разпространени в Европа, Азия и Северна Африка. В България се срещат два вида от род Бумки (Bombina).
Според някои класификации семейство Бумкови (Bombinatoridae) е част от семейство Кръглоезични.
Семейството се състои само от два рода:
- Barbourula - среща се на Филипините (Barbourula busuangensis) и Калимантан (Barbourula kalimantanensis)
- Bombina - среща се в Европа, Западна Азия, Китай, Корея, Виетнам